# Didier Eloy
 (décembre 2024).
Didier Eloy, né le 16 mars 1912 à Hirson et mort le 30 juin 1977 à Aulnoye, est un homme politique français.

## Biographie
Mobilisé en 1939 et rentré dans la résistance en 1940, il devient vice-président du Comité de Libération du Nord.
Il devient adjoint au maire d’Aulnoye-Aymeries en 1953 et est élu député du Nord le 12 mars 1967. Après avoir échoué aux élections de 1968 ayant suivi la dissolution de la Chambre par le général de Gaulle, il retrouve son siège de député le 11 mars 1973.
Il est décoré de la Croix du combattant volontaire de la Résistance et de la Croix du combattant 1939-1945.